# Prvenstvo Nogometnog saveza općine Zadar 1970./71.
Prvenstvo Nogometnog saveza općine Zadar je bila liga četvrtog stupnja natjecanja nogometnog prvenstva Jugoslavije u sezoni 1970./71. 
 
Sudjelovalo je ukupno osam klubova, a prvak je bio "Jadral" iz Obrovca. 

## Ljestvica
| mj. | klub                    | ut.      | pob.     | ner.     | por.     | gol+     | gol-     | bod      |
| --- | ----------------------- | -------- | -------- | -------- | -------- | -------- | -------- | -------- |
| 1.  | Jadral Obrovac          | 12       | 9        | 3        | 0        | 30       | 10       | 21       |
| 2.  | Zemunik (Zemunik Donji) | 12       | 7        | 3        | 2        | 35       | 16       | 17       |
| 3.  | Zlatna luka Sukošan     | 11       | 6        | 3        | 2        | 24       | 15       | 15       |
| 4.  | Borac Smilčić           | 11       | 6        | 1        | 4        | 32       | 22       | 13       |
| 5.  | Smoković                | 12       | 4        | 1        | 7        | 15       | 30       | 9        |
| 6.  | Galovac                 | 12       | 2        | 1        | 9        | 12       | 36       | 5        |
| 7.  | Autotransport Zadar     | 11       | 1        | 0        | 10       | 11       | 35       | 2        |
|     | Jedinstvo Škabrnje      | odustali | odustali | odustali | odustali | odustali | odustali | odustali |

- Škabrnje je tadašnji naziv za Škabrnju

## Rezultatska križaljka
| kratica | klub                    | ATT | BOR | GAL   | JAD | SMO | ZEM | ZLL | JED |
| --- | ----------------------- | --- | --- | ----- | --- | --- | --- | --- | --- |
| ATT | Autotransport Zadar     |     |     |       |     | 0:1 |     |     |     |
| BOR | Borac Smilčić           | 2:0 |     |       | 1:2 |     |     | 4:2 |     |
| GAL | Galovac                 | 4:0 |     |       |     |     |     |     | 2:3 |
| JAD | Jadral Obrovac          | 2:0 |     |       |     |     | 4:1 |     |     |
| SMO | Smoković                |     |     | 1:1 p |     |     | 2:0 |     |     |
| ZEM | Zemunik (Zemunik Donji) |     | p   | 3:0   |     |     |     | 1:1 |     |
| ZLL | Zlatna luka Sukošan     |     |     |       | 1:1 |     |     |     |     |
| JED | Jedinstvo Škabrnje      |     |     |       |     |     |     |     |     |
| |                         |     |     |       |     |     |     |     |     |
| podebljan rezultat - utakmice od 1. do 7. kola (1. utakmica između klubova) rezultat normalne debljine - utakmice od 8. do 14. kola (2. utakmica između klubova) rezultat nakošen - nije vidljiv redoslijed odigravanja međusobnih utakmica iz dostupnih izvora rezultat nakošen i smanjen * - iz dostupnih izvora nije uočljiv domaćin susreta prekrižen rezultat - poništena ili brisana utakmica p - utakmica prekinuta 3:0 p.f. / 0:3 p.f. - rezultat 3:0 bez borbe |                         |     |     |       |     |     |     |     |     |

 Izvori: